# Vilhelm Herman Oluf Madsen
Vilhelm Herman Oluf Madsen (11 avril 1844 – 14 juin 1917) est un militaire, ingénieur et homme politique danois.

## Biographie
Engagé en 1859 dans l'Armée danoise, il est lieutenant durant la Guerre des Duchés, puis est affecté dans l'artillerie. S'intéressant aux armes, il crée un fusil militaire puis une mitrailleuse et fonda en 1879 la Compagnie Madsen. Ministre de la Guerre de 1901 à 1905, il participe à la fortification de Copenhague. Promu général en 1903, il meurt en 1917.